# Larix potaninii
Larix potaninii là một loài thực vật hạt trần trong họ Thông. Loài này được Batalin miêu tả khoa học đầu tiên năm 1894.